# Канбі (Міннесота)
Канбі (англ. Canby) — місто (англ. city) в США, в окрузі Єллоу-Медісін штату Міннесота. Населення — 1695 осіб (2020).

## Географія
Канбі розташоване за координатами 44°42′53″ пн. ш. 96°16′10″ зх. д. / 44.71472° пн. ш. 96.26944° зх. д. (44.714631, -96.269433).  За даними Бюро перепису населення США в 2010 році місто мало площу 5,70 км², з яких 5,68 км² — суходіл та 0,02 км² — водойми.

## Демографія
Згідно з переписом 2010 року, у місті мешкало 1795 осіб у 792 домогосподарствах у складі 441 родини. Густота населення становила 315 осіб/км².  Було 892 помешкання (156/км²).
Расовий склад населення:
| - 97,9 % — білих - 0,3 % — чорних або афроамериканців - 0,3 % — азіатів - 0,1 % — корінних американців |

До двох чи більше рас належало 0,7 %. Частка іспаномовних становила 2,4 % від усіх жителів.
За віковим діапазоном населення розподілялося таким чином: 19,6 % — особи молодші 18 років, 52,2 % — особи у віці 18—64 років, 28,2 % — особи у віці 65 років та старші. Медіана віку мешканця становила 46,1 року. На 100 осіб жіночої статі у місті припадало 91,8 чоловіків;  на 100 жінок у віці від 18 років та старших — 86,7 чоловіків також старших 18 років.
Середній дохід на одне домашнє господарство  становив 46 251 долар США (медіана — 40 066), а середній дохід на одну сім'ю — 58 977 доларів (медіана — 48 836). Медіана доходів становила 38 036 доларів для чоловіків та 27 461 долар для жінок. За межею бідності перебувало 17,3 % осіб, у тому числі 22,0 % дітей у віці до 18 років та 10,1 % осіб у віці 65 років та старших.
Цивільне працевлаштоване населення становило 768 осіб. Основні галузі зайнятості: освіта, охорона здоров'я та соціальна допомога — 36,8 %, роздрібна торгівля — 13,5 %, будівництво — 9,9 %, виробництво — 8,2 %.